# Independencia, Teocelo
Independencia är en ort i Mexiko.   Den ligger i kommunen Teocelo och delstaten Veracruz, i den sydöstra delen av landet, 230 km öster om huvudstaden Mexico City. Independencia ligger 1 062 meter över havet och antalet invånare är 533.
Terrängen runt Independencia är kuperad. Runt Independencia är det tätbefolkat, med 331 invånare per kvadratkilometer. Närmaste större samhälle är Xalapa, 16,4 km norr om Independencia. I omgivningarna runt Independencia växer huvudsakligen savannskog.